# Ischnoptera ocularis
Ischnoptera ocularis es una especie de cucaracha del género Ischnoptera, familia Ectobiidae. Fue descrita científicamente por Saussure en 1873.
Habita en Guayana Francesa.